# (275404) 2011 BG43
(275404) 2011 BG43 es un asteroide perteneciente al cinturón de asteroides, descubierto el 5 de abril de 1995 por el equipo del Spacewatch desde el Observatorio Nacional de Kitt Peak, Arizona, Estados Unidos.

## Designación y nombre
Designado provisionalmente como 2011 BG43.

## Características orbitales
2011 BG43 está situado a una distancia media del Sol de 3,119 ua, pudiendo alejarse hasta 3,421 ua y acercarse hasta 2,817 ua. Su excentricidad es 0,097 y la inclinación orbital 9,318 grados. Emplea 2012,26 días en completar una órbita alrededor del Sol.
Los próximos acercamientos a la órbita de Júpiter ocurrirán el 17 de julio de 2069, el 3 de octubre de 2079 y el 2 de noviembre de 2151.

## Características físicas
La magnitud absoluta de 2011 BG43 es 15,65. Tiene 3,165 km de diámetro y su albedo se estima en 0,058.